# Jean Webster

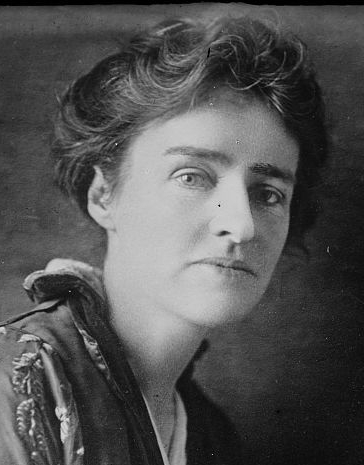
Jean Webster

Jean Webster (eigentlich: Alice Jane Chandler Webster, * 24. Juli 1876 in Fredonia (New York); † 11. Juni 1916 in New York City) war eine amerikanische Schriftstellerin und Journalistin, die sich vorwiegend mit Frauenthemen beschäftigte.
Alice Jane Chandler Webster war ein Einzelkind, die Tochter von Annie Moffet Webster und Charles Luther Webster und eine Nichte Mark Twains. Ihr Vater war Twains Partner und mit diesem 1884 Inhaber der Charles L. Webster & Co. Publishing company. Von 1894 bis 1896 besuchte Alice das Lady Jane Grey Internat in Binghamton (New York). Die Schule gab ihr einen anderen Vornamen, um sie von einer gleichnamigen Zimmerkollegin unterscheiden zu können. Ab 1897 besuchte Webster das Vassar College in Poughkeepsie als Mitglied der Abschlussklasse von 1901. Bald darauf begann sie, für den Poughkeepsie Sunday Courier und Vassar Miscellany zu schreiben. Auf dem College entwickelte sich eine enge Freundschaft mit Adelaide Crapsey, die bis zu deren Tod 1914 hielt. Nach ihrem College-Abschluss beschloss Webster, als Schriftstellerin nach New York City zu gehen.
Jean Webster schrieb vorwiegend Geschichten und Stücke, die sich an junge Frauen richteten. Ihr erster Roman, 'When Patty Went to College' wurde 1903 veröffentlicht und schildert das facettenreiche Leben an einem Frauencollege. Während der nächsten Jahre schrieb Webster acht Romane und zahlreiche unveröffentlichte Geschichten sowie Bühnenstücke. Sie wirken anregend, lebensnah, realistisch und humoristisch. Ihr bekanntester Roman ist der in viele Sprachen übersetzte Briefroman Daddy-Long-Legs (dt.: Daddy Langbein), der die Geschichte der Waisen Jerusha Abbott beschreibt, die mit Unterstützung eines unbekannten Förderers ihren College-Alltag meistert, sich weiterentwickelt und ins Leben tritt.
Jean Webster verstarb am 11. Juni 1916 nach der Geburt einer Tochter.

## Bibliographie
- When Patty Went to College (1903)
  - Patty auf dem College. Deutsch von Nadine Erler. Brokatbook Verlag, Dresden 2019.
  - Neuauflage: Patty auf dem Vassar College. Deutsch von Nadine Erler. Verlag 28 Eichen, Barnstorf 2020. ISBN 978-3-96027-129-1
- Wheat Princess (1905)
- Jerry Junior (1907)
- Four-Pools Mystery (1908)
- Much Ado About Peter (1909)
- Just Patty (1911)
  - Patty auf St. Ursula's. Deutsch von Nadine Erler. Verlag 28 Eichen, Barnstorf 2023. ISBN 978-3-96027-134-5
- Daddy-Long-Legs (1912)
  - Daddy Langbein. Deutsch von Margret Boveri.
  - Neuübersetzung, Anaconda 2018, ISBN 978-3-7306-0599-8
- Dear Enemy (1915)
  - Lieber Feind. Deutsch von Margret Boveri.
  - Neuübersetzung von Ingo Herzke. Carlsen 2018, ISBN 978-3-646-92825-9